# Brane Crlenjak
Brane Crlenjak (Vukovar, 28. svibnja 1930. – Vukovar, 3. lipnja 2014.), bio je hrvatski slikar, kipar i medaljer. 

## Životopis
Brane Crlenjak rodio se je u Vukovaru 1930. godine. Maturirao je u rodnome gradu a diplomirao jugoslavensku književnost i hrvatski ili srpski jezik na Filozofskome fakultetu u Zagrebu, 1955. godine. Za vrijeme studija pohađao je slikarske tečajeve na zagrebačkoj Akademiji likovnih umjetnosti. Živio je i djelovao u Vukovaru, od 1959. do 1964. godine bio je kustosom Galerije umjetnina, od 1969. do 1979. godine nastavnikom je u gimnaziji, a od 1979. godine u Centru za odgoj i usmjereno obrazovanje »Edvard Kardelj«.
Skulpture je radio pretežno u bronci i ostvario je niz portreta (Stjepan Supanc, Tomo Goreta, Vladimir Nazor, Moša Pijade, Nikola Andrić, Učenica, Dječak – smješteni u vukovarskim ustanovama i parkovima; Branko Radičević u Čakovcima, Joakim Hardi u Petrovcima), te niz sitnih plastika (ženski aktovi, anatomske studije).
Objavljivao je prikaze o likovnoj umjetnosti i muzejskoj problematici, pretežno o zbivanjima u Vukovaru: Ogledi (1959., 1961. – 1962., 1969. – 1970.), Godišnjak Matice hrvatske (Vinkovci 1963.), Revija (1964. – 1967., 1978.), Telegram (1966.), Školske novine (1975.), Oko (1976. – 1978.), te je bio autorom niza likovnih kritika u Vukovarskim novinama i vinkovačkim Novostima.
Bio je članom Hrvatskoga društva likovnih umjetnosti u Zagrebu i Matice hrvatske Vukovar.
Autorom je i spomen medalje s likom čudotvorne Gospe Osječke i grbom grada Osijeka, koja je darovana papi Ivanu Pavlu II. tijekom njegova posjeta Osijeku 2003. godine.
Najveći dio njegovoga slikarskog opusa i skulpture na otvorenom uništeni su ili nestali u Domovinskome ratu. U godinama provedenim u progonstvu, u Zagrebu, predavao je na Školi za primijenjenu umjetnost i dizajn.
Priredio je knjigu Vukovar - ponos Hrvatske: prilozi iz povijesti, kulture i književnosti (Zagreb, 1995.). 
Umro je 3. lipnja 2014. godine i pokopan je na starome katoličkom groblju u Vukovaru.

## Djela
- VUKOVAR – Perocrteži B. Crlenjaka, 1955. (i još 4 izdanja)[4]
- Razvitak vukovarskih ulica, Vukovar, 1975. (2. nadop. izd. 2005.[5])
- Vukovar i Vukovarci, (suautor Mirko Manojlović), Vukovar, 1978.
- Ribolov u Vukovaru kroz stoljeća, Vukovar, 1987.
- Zapisi: [2008./2009.], pjesnička zbirka, Vukovar, 2009.

## Nagrade i odličja
- 1992.: Godišnja nagrada Ivan Filipović za promicanje pedagoške teorije i prakse.
- 1996.: Red Danice hrvatske s likom Antuna Radića.
- 1999.: Spomen medalja Vukovar.
- 2002.: Nagrada Vukovarsko-srijemske županije za životno djelo.
- 2006.: Nagrada Grada Vukovara za životno djelo.
- 2009.: Zahvalnica Matice hrvatske za njegovanje hrvatske knjige i jezika.[6]

## Vanjske poveznice
- Brane Crlenjak – Vukovarski Srijemac  Arhivirana inačica izvorne stranice od 18. srpnja 2022. (Wayback Machine), virtualna.nsk.hr
- Sudbinska veza s Dunavom i Srijemom: Nemirnom Branku za sve ostalo se fućka!, Glas Slavonije, 1. lipnja, 2013.